# Elporia
Genre
Elporia est un genre d'insectes diptères nématocères de la famille des Blephariceridae.

## Systématique
Le genre Elporia a été créé par Frederick Wallace Edwards en 1915.

## Liste d'espèces
Selon NCBI (20 décembre 2020) :
- Elporia barnardi
- Elporia capensis Edwards, 1915